# Harrop Tarn
Der Harrop Tarn ist ein See im Lake District, Cumbria, England.
Der Harrop Tarn liegt in einem Kar westlich von Thirlmere und östlich des Blea Tarn.
Der Ullscarf Gill mündet von Süden in den Harrop Tarn, der Mosshause Gill mündet an seiner Nordseite und ein unbenannter Zufluss mündet an seiner Westseite. Der Dob Gill bildet seinen Abfluss an der Ostseite.